# فرط الحرارة
فرط الحرارة هو ارتفاع درجة حرارة الجسم بسبب فشل التنظيم الحراري، ويحدث عندما ينتج الجسم أو يمتص المزيد من الحرارة مما يستهلكه. وهي حالة طبية طارئة تتطلب معالجة فورية لمنع الإعاقة أو الوفاة.
وتشمل الأسباب الأكثر شيوعا ضربة الشمس وردود الفعل العكسية للأدوية.وهي جزء من التناذرات المرضية المتصلة بزيادة درجة الحرارة التي تحدث عندما تؤدي تأثيرات ارتفاع درجة الحرارة في المحيط أو في حرارة الاستقلاب في الجسم إلى حدوث الأعراض، فعندما تتجاوز حرارة الجو 35ْ م يصبح تبخر العرق الوسيلة الوحيدة لتشتيت الحرارة ولكن الرطوبة العالية تقلل من التبخر.
فرط الحرارة يختلف عن الحمى في أن نُقْطَةُ التَّضْبيط لدرجة حرارة الجسم لا تزال دون تغيير. العكس هو انخفاض حرارة الجسم، والذي يحدث عندما تنخفض درجة الحرارة إلى ما دون المطلوب للحفاظ على التمثيل الغذائي العادي.

## الحالات البسيطة

### التشنج العضلي الحراري
التشنج العضلي الحراري أو معص الحر (بالإنجليزية: Heat cramps)‏ هي تشنجات عضلية قوية وقصيرة عند الرياضيين والعمال بعد تعرق شديد وجهد، غالباً ما تصيب هذه التشنجات العضلية البطن والذراع والربلة، تتحسن الحالة بالراحة وإعطاء محلول الإماهة الفموي، ومن المفيد للوقاية منها التدرج بتغيير الحرارة وذلك باجتناب الانتقال من الأماكن الحارة إلى الأماكن المبردة والمكيفة بسرعة، وزيادة السوائل المتناولة وتعويض السوائل بشكل مستمر، وقديماً كان المسافرون يلعقون قليلاً من الملح قبل السفر إلا أن مدى فائدة هذا الإجراء غير محددة.

### الإغماء الحراري
يحدث الإغماء نتيجة ارتفاع درجات الحرارة وتوسع الأوردة ويلاحظ عند المسنين والمصابين بالجفاف، وقد يكون شديداً بحيث يصبح حالة طارئة تستوجب طلب الإسعاف، وقد تساهم بعض الأدوية في حدوث هذه الحالة كالمدرات ومضادات الكولين ويتحتم عندئذ ضبط جرعة الدواء. يمتثل العـلاج بتعويض السوائل وريدياً أو فموياً مع الرقابـة الحثيثة، أفضل سبل الوقايـة هي الحفاظ على إماهة كافية والتأني في القيام والجلوس.

## الـحـالات الشـديـدة

### الإجهاد الحراري
الإجهاد الحراري (بالإنجليزية: Heat exhaustion)‏ هو حالة حادة تنتج عن التعرض لحرارة عالية لفترة طويلة من الزمن، تتمثل أعراض الحالة بالغثيان والإقياء، وألم في الرأس، الدوار، اضطراب بصري، عرق غزير، واحمرار جلدي. كما يحدث قلة البول لا يكون هنالك نقص في وعي المريض ولا توجد أعراض عصبية ولكن الحرارة الداخلية تكون مرتفعة غالباً وربما لمستويات عالية جداً ويوجد في بعض الحالات الشديدة تسارع تنفسي وقلبي وانخفاض في ضغط الدم. تتطلب الحالة إدخال المريض لجو بارد فوراً وتخفيف الثياب وتبليل الجسم بماء فاتر.
العلاج يتضمن تبريد الجسم وتعويض نقص السوائل، ويعطي في الحالات البسيطة إماهة فموية بمقدار 1لتر/ الساعة لعدة ساعات، أما في الحالات الشديدة فيرسل المصاب إلى أقرب قسم إسعاف وتستخدم الإماهة الوريدية لتعديل كثافة الدم وزيادة المواد الآزوتية فيه ولتعديل قلة البول، ويستعمل لذلك سيروم خليط (دكستروز وملحي نظامي) مع الانتباه لزيادة حجم السوائل عند المسنين.

## نقص صوديوم الدم
و يحدث نتيجة التعرق الزائد الناجم عن ارتفاع حرارة الجسم، الأمر الذي يحفز إفراز الهرمون المضاد للإدرار (الفازوبرسين) مما يسبب الحد من فقدان الماء في البول دون التأثير على معدل فقدان الأملاح، بالإضافة إلى أن العرق يحتوي على الملح، ويذكر أن التعرق والحر يدفعان إلى شرب الماء الأمر الذي يؤدي في نهاية المطاف إلى نقص صوديوم الدم.
يحدث نقص الصوديوم لدى ممارسي الرياضات الشاقة أو المشي الطويل حين يشربون كميات كبيرة من السوائل مخافة الإجهاد الحراري أثناء القيام بالجهد، تشمل الأعراض الأولية الغثيان والإقياء وألم الرأس والدوار وفقد الاتساق والتشوش الذهني، أما الأعراض المتقدمة الخطرة فهي السلوك الشرس والوسن (النعاس) والاختلاجات والسبات، يتم التشخيص عبر فحص نسبة شاردة الصوديوم في الدم حيث تظهر انخفاض الصوديوم في المصل تحت 130ملمول/لتر.

### التدبير
- تقليل استهلاك السوائل حتى تتضح الحالة بفحص صوديوم الدم

و إذا وجد شك بالإجهاد الحراري يعطى 250مل سيروم ملحي نظامي كتدبير معقول لا يضر حالة نقص الصوديوم.
- تعالج الحالات البسيطة بإيقاف تناول السوائل مع إعطاء السيروم الفيزيولوجي أو بدونه
- تعالج الحالات الشديدة بإعطاء 3% كلور الصوديوم 1مل/كغ/ساعة مع مراقبة صوديوم الدم للتأكد أن الارتفاع تدريجي لا يتجاوز 10 ملمول خلال أول 24ساعة

### الاختلاطات
اختلاجات، سبات، وتحدث عند انخفاض الصوديوم المفاجئ والشديد وقد تحتاج للعناية المركزة، وفي حال رفع الصوديوم الدموي بسرعة تحدث وذمة دماغية تظهر بشلل رباعي وعجز عن البلع والكلام.

## الضربة الحرارية (ضربة الشمس)
الضحايا التقليديون هم المسنون ذوو الأمراض المزمنة وذوو القدرة المحدودة على الحركة ويصابون خاصة أثناء موجات الحر لإصابتهم بالجفاف الشديد إلى درجة يعجز نظام تبريد الجسم عن العمل، فيصبح الجلد حاراً وجافاً (بلا تعرق) ويتسرع التنفس وضربات القلب وينخفض الضغط الدموي وهذه الأعراض مميزة لضربة الحرارة
أما الضحايا من أصحاب الجهد العالي فهم الأفراد النشيطون ممن يجهدون أنفسهم في الجو الحار وقد يظهر لديهم تعرق غزير أو ينعدم التعرق مع حالة دورانية نشطة وبالأخص يوجد تسرع تنفسي.

## التشخيص
يعتمد التشخيص بالأساس على الصورة السريرية للمريض، عادة ما تلاحظ حرارة داخلية 40.5 أو أعلى مع مظاهر عصبية حادة وقد تنخفض الحرارة بسبب العلاج الأولي قبل دخول المشفى وتتراوح الشذوذات العصبية بين الحدة العصبية والتشوش الذهني إلى السبات العميق كما تكثر حالات الاختلاج عادةً، تكون علامات الجفاف بادية على المريض وأبرزها جفاف الفم والجلد وانخفاض ضغط الدم.

### الفحوص الأساسية
تتم بهدف استبعاد أمراض أخرى قد تبدي أعراض مشابهة كأمراض القلب والسكري وغيرها،
صورة صدر مع تخطيط للقلب وأنزيمات القلب وغازات الدم والصيغة الدموية وزمن البروثرومبين وقياس الفيبرينوجين وغيرها من فحوص كيمياء الدم مع الكرياتين كيناز وتحليل البول وفحص الميوغلوبين في البول، كما يجب فحص معدل السكر في الدم للتأكد من عدم وجود مرض السكري
ولا يجب وضع كمادات تحتوي على الكحول(السبيرتو)

## العلاج
تبريد المريض إلى 39ْ م للتقليل من احتمال الوفاة وذلك بتخفيف الملابس وإرذاذ الجسم بماء فاتر مع تحسين جريان الهواء حول المريض أثناء نقله إلى المشفى

### تدبير التنفس والطرق الهوائية والدوران
قد يحتاج المريض إلى التنبيب لمساعدة التنفس في الحالات الحرجة مع البدء بمراقبة الأوكسجين والقلب ويبدأ إعطاء السوائل بالسيروم الخليط (دكستروز مع ملحي نظامي) أو (دكستروز مع ملحي نصف نظامي) وتقاس الحرارة بميزان شرجي مرن وتوضع قثطرة لمراقبة الناتج البولي وتلبيس المصاب ملابس ذات الوان الفاتحة.

### التبريد الفوري
يجب خفض الحرارة بمعدل 0.1 ْ م/د للوصول إلى 39 ْم ويتم هذا التبريد بأسلوبين:
1- التبريد بالتبخير: ويتم بإرذاذ المصاب بماء فاتر مع استخدام مروحة تحرك الهواء حول جسمه حتى يساعد على التبريد
2- التبريد بمغطس ماء بارد: يوضع المريض في حوض ماء بارد للاستفادة من سرعة توصيل الماء للحرارة، أو يلف بغطاء مبلل بالماء البارد. ويعالج الارتعاش والهياج الشائع في هذه الطريقة بإعطاء 5 ملغ ديازيبام وريدياً كل 5 دقائق.